# Vilanova de Prades (kommunhuvudort)
Vilanova de Prades är en kommunhuvudort i Spanien.   Den ligger i provinsen Província de Tarragona och regionen Katalonien, i den östra delen av landet, 400 km öster om huvudstaden Madrid. Vilanova de Prades ligger 905 meter över havet och antalet invånare är 167.
Terrängen runt Vilanova de Prades är huvudsakligen kuperad. Vilanova de Prades ligger uppe på en höjd. Runt Vilanova de Prades är det ganska glesbefolkat, med 28 invånare per kvadratkilometer. Närmaste större samhälle är Montblanc, 17,4 km öster om Vilanova de Prades. 